# سيغفريد بارث
سيغفريد بارث (بالألمانية: Siegfried Barth)‏ هو طيار ألماني، ولد في 23 يناير 1916 في آوغسبورغ في ألمانيا، وتوفي في 19 ديسمبر 1997 في باد فوريسهوفن في ألمانيا.